# 2 Dywizja Lekkiej Kawalerii
2 Dywizja Lekkiej Kawalerii – jedna z dywizji lekkiej kawalerii w strukturze organizacyjnej armii Cesarstwa Austriackiego. Brała udział m.in. w wojnie siedmiotygodniowej (na froncie północnym).

## Skład w 1866
Jego dowódcą był generał-major Emeryk Thurn und Taxis, szefem sztabu płk. Józef Rodakowski.
Dywizja składała się z następujących oddziałów i pododdziałów:
- brygada kawalerii (dowódca generał-major August von Bellegarde)
- brygada kawalerii (dowódca generał-major Wilhelm von Westphalen)